# ルベン・ラミレス (1995年生のサッカー選手)
ルベン・アレハンドロ・ラミレス・ドス・ラモス（Rubén Alejandro Ramírez dos Ramos  ,  1995年10月18日 - ）は、ベネズエラ・ミランダ州カラカス出身のプロサッカー選手。ペルーのクスコFCに所属している。ポジションはDF。

## 来歴
2012年に国内リーグのカラカスFCでプロデビュー。以降数々のチームを渡り歩き、2017年シーズンはデポルティーボ・アンソアテギで先発に定着し、34試合に先発出場。2018年シーズンはアトレティコ・ベネズエラに移籍。主力選手として活躍した。
2018年6月、オランダ・エールディヴィジのフォルトゥナ・シッタートへのローン移籍が発表。11月4日のPECズヴォレ戦で、後半途中にカイ・ヘーリングスとの交代で初出場した。
2019年8月28日、アルメニアのFCウラルトゥに移籍した。

## 代表経歴
2014年にメキシコで開催された中央アメリカ・カリブ海競技大会と、2015年にウルグアイで開催された2015 南米ユース選手権に、U-20のベネズエラ代表として出場した。